# Авария на АЕЦ Фукушима I
Аварията в АЕЦ Фукушима I (на японски: 福島第一原子力発電所事故) е радиационна авария от седма, най-високата степен по международната скала за ядрените събития, възникнала в АЕЦ Фукушима I в префектура Фукушима, Япония. Това е най-сериозният ядрен инцидент след Чернобилската авария от 26 април 1986 г. Електроцентралата, собственост на Токийската електрическа компания (Tokyo Electric Power Company, TEPCO, ТЕПКО), разполага с 6 енергоблока с кипящи реактори.
Аварията е породена от земетресението и последвалото го цунами, ударило Япония на 11 март 2011 г. При засичането на труса, работещите реактори автоматично спират процеса на ядрено делене в ядрата си. Поради спирането на реакторите и други проблеми с електроснабдителната мрежа, електрозахранването към реакторите спира и аварийните дизелгенератори се задействат автоматично. Те задвижват помпите, които циркулират охлаждаща вода през ядрата на реакторите с цел отвеждане навън топлината на ядрен разпад, който продължава дори и след спиране на ядреното делене. Земетресението поражда 14-метрово цунами, което преминава над морската дига на електроцентралата, наводнява зоните около блоковете от 1 до 4 и изкарва от строя аварийните генератори. Последвалата загуба на охлаждане на реакторите води до три случая на разтапяне на активните им зони, три водородни взрива и изпускане на радиоактивно замърсяване в блокове 1, 2 и 3 между 12 и 15 март. Басейнът с отработено ядрено гориво на 4 блок повишава температурата си на 15 март, но не кипи достатъчно дълго, за да оголи горивото.
В дните след аварията, радиацията, изпусната в атмосферата, принуждава правителството на страната да обявява все по-голяма зона за евакуация около електроцентралата, която накрая достига 20-километров радиус. Около 154 000 жители са евакуирани от населените места около централата, поради повишаването на околната йонизираща радиация.
Голямо количество вода, замърсена с радиоактивни изотопи, се изпуска в Тихия океан по време на и след бедствието. Оценено е, че около 18 000 терабекерела радиоактивен цезий-137 са изпуснати в океана по време на аварията, а към 2013 г. около 30 гигабекерела цезий-137 все още се носят из водите. Впоследствие са построени нови стени по брега, които да спрат потока от замърсена вода към океана.
Докато все още съществуват противоречия относно въздействието на бедствието върху здравето, доклад от 2014 г. на Световната здравна организация и Научния комитет на ООН за въздействието на атомната радиация споменава, че не се очаква увеличаване на спонтанните аборти, мъртвородените или физическите и психическите разстройства при бебетата, родени след инцидента. Текущите работи по изчистването на замърсяването от засегнатите райони и електроцентралата се очаква да продължат 30 – 40 години по оценка на ръководството на централата.

## Причини
Предизвикана е от земетресението и последвалото го цунами в началото на март 2011 г. Японските власти обявяват, че това е авария с локално действие.
На 5 юли 2012 г. медиите съобщават, че в доклад на специалната комисия, представен в парламента, се казва, че Аварията във „Фукушима-1“ не е била природна, а техногенна катастрофа. Атомната централа не е била подготвена нито за силно земетресение, нито за цунами. Комисията обвинява за аварията оператора – компанията ТЕПКО, както и правителствените служби по ядрената дейност. На 12 октомври 2012 г. ТЕПКО признава за пръв път, че не е предприела нужните мерки от страх, че ще така ще започнат съдебни дела или протести срещу ядрените си централи.
Този извод се разминава със заключението от вътрешното разследване на ТЕПКО от края на 2011 г., че главната причина за аварията е била вълната цунами, чиято височина от 14 метра е надхвърлила прогнозите на сеизмолозите.

## Състояние при земетресението
На 11 март 2011 г. работят блокове 1 – 3, а блокове 5 – 6 са спрени за планов ремонт и презареждане с гориво на 3 януари 2011 г. и на 10 август 2011 г. В блок 4 ядреното гориво е извадено от реактора заради ревизия от 30 ноември 2010 г. и се съхранява в специален охладителен басейн. В реакторите се намират горивни пръти както следва:
- 1. блок: 400 бр. в реактора и 292 бр. в охладителния басейн с общо тегло 118 тона
- 2. блок: 548 бр. в реактора и 587 бр. в охладителния басейн с общо тегло 205 тона
- 3. блок: 548 бр. в реактора и 514 бр. в охладителния басейн с общо тегло 182 тона
- 4. блок: 0 бр. в реактора и 1331 бр. в охладителния басейн с общо тегло 229 тона
- 5. блок: 548 бр. в реактора и 946 бр. в охладителния басейн с общо тегло 256 тона
- 6. блок: 764 бр. в реактора и 876 бр. в охладителния басейн с общо тегло 283 тона
- общ охладителен басейн: 6375 бр. с общо тегло 1093 тона

При земетресението блокове 1 – 3 се самоизключват аварийно и се включват резервните електрогенератори, които захранват електронната система за управление и водните помпи за охлаждане на горивните пръти. Това е необходимо, тъй като след спиране на верижната реакция, горивните пръти продължават да отделят голямо количество топлина заради естествения радиоактивен разпад.
Електроцентралата е защитена от вълнолом с височина, предвидена да възпре приливна вълна с височина до 5,7 метра, но цунамито, което удря брега около 40 минути по-късно, е с височина около 14 метра. Вълната наводнява централата, поврежда електрогенераторите и електрониката в блоковете и прекъсва външното електрозахранване на централата. Разрушенията от земетресението пречат за бърза външна намеса в засегнатия район.

## Хроника на събитията

### 11 март
При земетресението на 11 март 2011 г. в 3-те работещи енергоблока на АЕЦ Фукушима I е задействана системата за аварийно спиране на верижната реакция. Впоследствие има прекъсване на електрозахранването (включително и при резервните дизелови електрогенератори), необходимо за охлаждане на реактора.

### 12 март
В 0:00 българско време е обявена евакуация на населението в радиус от 10 километра около АЕЦ Фукушима I На 14 март 2011 г. подобна зона на евакуация е установена за всички АЕЦ на територията на Япония.
В 8:36 българско време настъпва взрив в първи блок, в резултат на който се разрушава бетонната конструкция на сградата на енергоблока. Причината за взрива е изпускане на водород в резултат от падането на равнището на водата в реактора и прегряване на активната зона. Корпусът на реактора не е пострадал, но щетите по железобетонната конструкция са сериозни. Четирима от служителите на АЕЦ са ранени и превозени в болница.
На 12 март взетите от територията на комплекса проби показват наличие на цезий, което може да говори за разхерметизация на обвивката на част от горивните пръти, но няма точни количествени данни.
В 11:20 българско време генералният секретар на японското правителство Юкио Едано потвърждава информация за изтичане на радиация. Мащабите не са уточнени.
В 14:41 българско време секретарят Юкио Едано потвърждава информацията, че при взрива е разрушена външната бетонна стена на реактора, но вътрешния стоманен контур не е повреден. Според него не е имало изхвърляне на радиоактивни вещества. Секретарят заявява, че е решено да се охлажда реактора с морска вода.
Радиационният фон на контролния пункт при АЕЦ след взрива достига до 1015 микросиверта/час, след 4 минути – 860 микросиверта/час, след 3 часа и 22 минути – 70,5 микросиверта/час.

### 13 март
Японското правителство съобщава за актуалното състояние на трети блок в АЕЦ „Фукушима I“ – аварийната охладителна система е извън строя и че горивните пръти в реактора са били частично над равнището на водата и съществува опасност от избухване на водород.
Япония официално уведомява МААЕ, че в 9:20 местно време е започнато изпускане на пара с цел да се намали налягането в реактора. За охлаждане на активната зона на реактора ще бъде използвана морска вода.

### 14 март
В 5:04 българско време избухват 2 последователни взрива на трети блок в резултат на натрупване на водород под покрива на енергоблока. Секретарят на японското правителство съобщава, че реакторът и стоманената му обвивка не са повредени, но японската агенция за ядрена безопасност заявява, че не може да определи дали при взривовете има изхвърляне на радиация. Железобетонната конструкция на сградата на трети енергоблок е сериозно повредена.
В 9:03 българско време системата за охлаждане на реактора във втори енергоблок спира да работи и започва напомпване на морска вода както и при другите два реактора. Експерти не изключват, че поне в един от реакторите е настъпило стопяване на горивните елементи.

### 15 март
Около 6:20 местно време избухва взрив във втори енергоблок на АЕЦ „Фукушима I“. Вероятно е повреден басейнът (резервоар с форма на тор, намиращ се в най-долната част на реактора) предназначен за кондензация на парата, която се изпуска от реактора при аварийни ситуации. Налягането в басейна е спаднало три пъти, което показва, че той е повреден. При взрива радиационният фон на площадката скача до 8217 микросиверта/час, но впоследствие спада до една трета. Причината за взрива е отново натрупване на водород.
Междувременно около 5 часа преди това на 4 енергоблок избухва пожар, който бива загасен за около 2 часа, но при пожара и взривовете има изтичане на радиация]. При извънредно телевизионно включване на японския министър-председател Наото Кан населението в радиус от 20 до 30 км около АЕЦ Фукушима бива призовано да не напуска домовете си и да държи вратите и прозорците затворени. Представител на оператора на АЕЦ – най-голямата енергийна компания в Япония ТЕПКО – уведомява, че за охлаждане на реакторите продължава да се напомпва морска вода.

### 16 март
На 16 март 2011 г. секретарят на японското правителство Юкио Едано съобщава, че радиационното ниво в централата е започнало да спада – от 1000 милисиверта на час до 600 – 800. ТЕПКО съобщава, че горивните пръти в 1-ви блок са повредени на 70%, а във 2-ри блок – на 33%. Равнището на водата в басейна с отработено ядрено гориво в 4-ти блок спада рязко поради изкипяване на наличното количество. Това е потвърдено от японската агенция за ядрена безопасност.
В 8:34 местно време над 3-ти блок се издигат облаци бял дим. Причината не е установена.

### 17 март
В 09:48 местно време заради опасността от прегряване и повреда на отработеното ядрено гориво в басейните до реакторите започва операция по обливане на 3 и 4 блок с вода. От вертолети на японските сили за самоотбрана са спуснати около 30 тона вода. 30 тона вода са напомпени от специални машини на японската армия, а 40 тона от машини на японската полиция. Към края на деня се установява, че басейнът с отработено ядрено гориво в 4 блок е отново напълнен с вода. От 19:00 местно време полиция и пожарна се опитват да залеят 3 блок с вода. ТЕПКО започва да прекарва електропровод към втори блок.

### 18 март
Водят се ремонтни дейности по възстановяване на електрозахранването. Радиационният фон достига 150 микросиверта/час. На 18 март 2011 г. категорията на аварията е повишена в V степен.

### 19 март
Пристигат подкрепления от пожарникари от Токио и Осака, които използват специален пожарен автомобил, който може да изпомпва около 30 000 л/мин на височина до 22 метра. Използва се при операция по охлаждане на басейна за отработено гориво в 3 блок.
В 11-часова операция са пробити 7-сантиметрови отвори в покривите на 5 и 6 енергоблок за да се избегне взрив на водород. Възобновена е работата на резервните дизелови електрогенератори в 6 блок, и басейните за съхраняване на отработено ядрено гориво в 6 блок са приведени в нормално състояние. Работи се по електроснабдяването на останалите блокове.

### 21 март
Възстановено е електрозахранването в 5 и 6 блок и системата за охлаждане заработва. След 16:00 местно време се появява сив дим или пара над 3 блок. Спасителната операция е прекратена.

### 24 март
Двама работници, прекарващи кабели за електрозахранването в подземията на 3 блок, са приети с изгаряния на кожата в болница, след като са газили в радиоактивна вода.

### 25 март
В трети блок започва охлаждане със сладка вода.

### 26 март
От 8:00 местно време охладителната система в 1 блок работи със сладка вода.
Измерен е много висок радиационен фон в подземията на турбинната зала на 2 блок (1000 милисиверта/час). На следващия ден е измерен и висок радиационен фон в канал с вода извън сградата.

### 2 април
ТЕПКО съобщава за открита пукнатина в кабелна шахта в близост до 2 блок, от която изтича радиоактивна вода в Тихия океан. Съдържанието на радиоактивен йод I131 в морската вода е 7,5 милиона пъти над допустимата норма.
На следващия ден, 3 април, ТЕПКО официално потвърждава смъртта на двама служители в неизвестност от деня на земетресението. Телата им са открити в подземията на 4 блок и причината за смъртта им е най-вероятно приливната вълна от цунамито.

### 4 април
ТЕПКО започва да изпуска 10 000 метрични тона високорадиоактивна вода в океана, с цел да се освободи място за складиране на радиоактивна вода, изпомпвана при спасителните дейности. Проби от морската вода около централата показват наличие на радиоактивен цезий 1,1 милиона пъти над нормата.

### 8 април
Състояние на енергоблоковете на АЕЦ „Фукушима I“
| | 1 блок | 2 блок | 3 блок | 4 блок | 5 блок | 6 блок |
| --- | --- | --- | --- | --- | --- | --- |
| Цялост на горивните елементи                                                                                         | повредени (на 70%) | повредени (на 30%) | повредени (на 25%) | ОЯГ вероятно повредено | няма повреда | няма повреда |
| Цялост на корпуса на реактора                                                                                        | неизвестна | неизвестна | неизвестна | няма повреда (празен) | няма повреда (празен) | няма повреда (празен) |
| Цялост на херметичната защитна обвивка                                                                               | вероятно не е повредена | повредена, съмнения за теч | няма повреда (оценка) | няма повреда | няма повреда | няма повреда |
| Охладителна система 1 (ECCS/RHR)                                                                                     | не работи | не работи | не работи | не е необходима | работи | работи |
| Охладителна система 2 (RCIC/MUWC)                                                                                    | не работи | не работи | не работи | не е необходима | работи | работи |
| Цялост на сградата                                                                                                   | значителни щети поради водороден взрив | незначителни щети, пробит е отвор за предотвратяване на водороден взрив | значителни щети поради водороден взрив | значителни щети поради водороден взрив | пробит е отвор за предотвратяване на водороден взрив | пробит е отвор за предотвратяване на водороден взрив |
| Ниво на водата в реактора                                                                                            | горивото е изложено частично или изцяло | горивото е изложено частично или изцяло | горивото е изложено частично или изцяло | горивото е извадено | горивото е извадено | горивото е извадено |
| Налягане в реактора                                                                                                  | повишение до 0.456 MPa на 7 април 02:00 местно време[70][71] | стабилно на 0.090 MPa на 7 април 02:00 местно време[71] | стабилно на 0.103 MPa на 7 април 02:00 местно време[71] | норма | норма | норма |
| Температура в реактора                                                                                               | стабилна на 224 °C на 7 април[72] | стабилна на 143 °C на 7 април[72] | стабилна на 115 °C на 7 април[72] | норма | норма | норма |
| Налягане в херметичната защитна обвивка                                                                              | стабилно на 0.150 MPa на 7 април 02:00 местно време[71] | стабилно на атмосферно налягане на 6 април[72] | стабилно на 0.1071 MPa на 7 април 02:00 местно време[71] | норма | норма | норма |
| Напомпване на морска вода                                                                                            | прекратено (заменена с прясна вода на 25 март)[73] | прекратено (заменена с прясна вода на 26 март)[73] | прекратено (заменена с прясна вода на 25 март)[73] | не е необходимо | не е необходимо | не е необходимо |
| Напомпване на морска вода в херметичната защитна обвивка                                                             | уточнява се | уточнява се | уточнява се | не е необходимо | не е необходимо | не е необходимо |
| Проветрение на херметичната защитна обвивка                                                                          | временно прекратено | временно прекратено | временно прекратено | не е необходимо | не е необходимо | не е необходимо |
| INES | 7 степен (от 12 април) | 7 степен (от 12 април) | 7 степен (от 12 април) | 3 степен | — | — |
| Влияние на околната среда                                                                                            | - Радиационен фон - южно от административната сграда: 650 µSv/ч на 8 април 15:00 местно време - главен портал: 94 µSv/ч на 8 април 15:00 местно време - западен портал: 40 µSv/ч на 8 април 15:00 местно време - ниво на радиоактивен йод: 7.5 милиона пъти над допустимата норма измерено в проба от морската вода на 2 април - 4 април: излети в океана 10 000 тона слаборадиоактивна вода - 30 март: открити радионуклиди в проби от подпочвените води в близост до турбинните зали - радионуклиди са открити в млечни подукти и зеленчуци от района на префектура Фукушима | - Радиационен фон - южно от административната сграда: 650 µSv/ч на 8 април 15:00 местно време - главен портал: 94 µSv/ч на 8 април 15:00 местно време - западен портал: 40 µSv/ч на 8 април 15:00 местно време - ниво на радиоактивен йод: 7.5 милиона пъти над допустимата норма измерено в проба от морската вода на 2 април - 4 април: излети в океана 10 000 тона слаборадиоактивна вода - 30 март: открити радионуклиди в проби от подпочвените води в близост до турбинните зали - радионуклиди са открити в млечни подукти и зеленчуци от района на префектура Фукушима | - Радиационен фон - южно от административната сграда: 650 µSv/ч на 8 април 15:00 местно време - главен портал: 94 µSv/ч на 8 април 15:00 местно време - западен портал: 40 µSv/ч на 8 април 15:00 местно време - ниво на радиоактивен йод: 7.5 милиона пъти над допустимата норма измерено в проба от морската вода на 2 април - 4 април: излети в океана 10 000 тона слаборадиоактивна вода - 30 март: открити радионуклиди в проби от подпочвените води в близост до турбинните зали - радионуклиди са открити в млечни подукти и зеленчуци от района на префектура Фукушима | - Радиационен фон - южно от административната сграда: 650 µSv/ч на 8 април 15:00 местно време - главен портал: 94 µSv/ч на 8 април 15:00 местно време - западен портал: 40 µSv/ч на 8 април 15:00 местно време - ниво на радиоактивен йод: 7.5 милиона пъти над допустимата норма измерено в проба от морската вода на 2 април - 4 април: излети в океана 10 000 тона слаборадиоактивна вода - 30 март: открити радионуклиди в проби от подпочвените води в близост до турбинните зали - радионуклиди са открити в млечни подукти и зеленчуци от района на префектура Фукушима | - Радиационен фон - южно от административната сграда: 650 µSv/ч на 8 април 15:00 местно време - главен портал: 94 µSv/ч на 8 април 15:00 местно време - западен портал: 40 µSv/ч на 8 април 15:00 местно време - ниво на радиоактивен йод: 7.5 милиона пъти над допустимата норма измерено в проба от морската вода на 2 април - 4 април: излети в океана 10 000 тона слаборадиоактивна вода - 30 март: открити радионуклиди в проби от подпочвените води в близост до турбинните зали - радионуклиди са открити в млечни подукти и зеленчуци от района на префектура Фукушима | - Радиационен фон - южно от административната сграда: 650 µSv/ч на 8 април 15:00 местно време - главен портал: 94 µSv/ч на 8 април 15:00 местно време - западен портал: 40 µSv/ч на 8 април 15:00 местно време - ниво на радиоактивен йод: 7.5 милиона пъти над допустимата норма измерено в проба от морската вода на 2 април - 4 април: излети в океана 10 000 тона слаборадиоактивна вода - 30 март: открити радионуклиди в проби от подпочвените води в близост до турбинните зали - радионуклиди са открити в млечни подукти и зеленчуци от района на префектура Фукушима |
| Зона на евакуация | 20 км от АЕЦ, разширена впоследствие до 30 км[74] | 20 км от АЕЦ, разширена впоследствие до 30 км[74] | 20 км от АЕЦ, разширена впоследствие до 30 км[74] | 20 км от АЕЦ, разширена впоследствие до 30 км[74] | 20 км от АЕЦ, разширена впоследствие до 30 км[74] | 20 км от АЕЦ, разширена впоследствие до 30 км[74] |
| Състояние на басейните с отработено ядрено гориво                                                                    | напомпване на морска вода, темп. 60 °C на 20 март[75] | напомпване на морска вода, темп. 71.0 °C на 5 април[76] | напомпване на морска вода, 60 °C на 20 март[75] | напомпване на морска вода, 40 °C на 20 март[75] | възстановено охлаждане, 34.8 °C on 4 April 13:00 JST[76] | възстановено охлаждане, 27.5 °C on 4 April 13:00 JST[76] |
| Източници[77][78][79][80][81][82][83][84][85][86][87][88][89][90][91][92][93][94][95][96][97][98][99][100][101][102] | | | | | | |

### 12 април
Японската агенция за ядрена и индустриална безопасност обяви инцидента „временно“ за инцидент от най-високата 7-а степен по Международната скала за ядрени събития, което поставя инцидента на едно ниво с този в Чернобил през 1986 година. Агенцията е изчислила, че количеството радиация, изтекло в околната среда надвишава най-малко 15 пъти нормата, необходима за поставянето на събитието в седма степен. Въпреки това, това е едва 10% от количеството, освободено при инцидента в Чернобил.

### 17 април
ТЕПКО обявява „пътна карта“ за преодоляване на аварията, в която се предвижда срок до половин година за овладяване на изтичането на радиация. Към средата на април темата за аварията на АЕЦ „Фукушима I“ започва да изчезва от световните средства за масова информация.

### 20 април
Въпреки предупрежденията на правителството хора започват да се завръщат в забранената 20-километрова зона около централата. Японското правителство приема със закон постоянна забрана за достъп до зоната, считано от 22 април 2011 година.

### 22 април
Със заповед на японското правителство до края на май трябва да се евакуира населението на селищата Иитате, Кацурао, Намие, както и на части от Минамисома.

## В киното
- Фукушима 50